# Conus scalaris
Conus scalaris е вид охлюв от семейство Conidae. Възникнал е преди около 37,2 млн. години по времето на периода палеоген. Видът не е застрашен от изчезване.

## Разпространение и местообитание
Разпространен е в Гватемала, Колумбия, Коста Рика, Мексико (Гереро, Долна Калифорния, Колима, Мичоакан, Наярит, Оахака, Синалоа, Сонора и Чиапас), Никарагуа, Панама, Салвадор и Хондурас.
Обитава пясъчните дъна на морета и заливи.